# Åby säteri, Sotenäs kommun
Åby är en gård i Tossene socken i Bohuslän, vilken är känd i dokument sedan 1307. Genom ett från Åby utfärdat kungliga fördrag kan det med säkerhet förmodas att Åby var kungsgård vid denna tid.

## Historik
Fördraget 1307 avser en överenskommelse mellan konung Haakon av Norge och Magnus ”Ladulås” söner hertigarna Erik och Valdemar.
Fördragets mening var att Erik och Valdemar i utbyte mot ett års överhöghet över Bohuslän inklusive skatteintäkterna, skulle deltaga i ett krigståg mot konung Erik Menved i Danmark som tidigare förklarat hertigarna Valdemar och Erik krig efter att de fängslat sin broder konung Birger i den omtalade Håtunaleken.   
Enligt Carl Tisselius skulle Åby i tidens början ha kunnat tillhöra konung Olaf Haraldsson Kyrre som var verksam åren 1050–1093 och ägde många gårdar i Bohuslän.
Under medeltiden och århundradena efter tillhörde Åby bland annat de norska frälseätterna Kane, Galde (också stavat Galle) och Hjerne. På gårdens ägor etablerades 1989 djurparken Nordens Ark.
Under 1500-talet var ätten Kane herrar på Åby, vilken från Otte Kane ärvdes till hans döttrar Ottilia Ottesdotter (Kane) och Anna Ottesdotter (Kane), systrar till norska riksrådet Arald Kane. Från Ottilia Kane ärvdes Åby av Sven Galdes son Gaute Galde, och vidare till hans son Christoffer Gautesseon Galde. 1617 hade sista kvarvarande arvingen Else Galde avsagt sig, eller till kronan överlåtit sin arvsrätt på Åby, 1633 utarrenderas Åby för första gången av kronan. 1648 överlåter kronan Åby på köpmannabröderna Marselius som redan 1650 försäljer hela egendomen till Officeren Johan Fircks (även stavat Firicks vilket gett uttalet ”Ferix” som namnet ibland stavats i senare tid.)   överstelöjtnant och chef för det Norska/Danska Bohusläns regemente. 1655 erhåller Åby den juridiska termen ”Säteri” vilket hade betydelse för skattskyldigheten till kronan och går därefter under namnet Åby säteri. (Flertalet stora gårdar har i senare tid av ägarna på eget initiativ kommit att kallas för "säteri" utan att vara det juridiskt.) Vid överlämnandet av Bohuslän till Sverige 1658 styrde Åby över i varje fall minst 33 gårdar.
År 1661 sålde Fircks Åby till den sista privata, och mest kända, ägaren, nämligen Margareta Huitfeldt. som utöver Åby köpte och bytte till sig ytterligare ett nittiotal andra gårdar och torp i norra Bohuslän, inklusive fiskelägena som numera är kända under namnen Kungshamn och Smögen.  
Vid Margareta Hvitfeldts död 1683 visade det sig att hon hade testamenterat markerna med anläggningarna, till Hvitfeldska stipendieinrättningen, vilken drev gården i enlighet med testamentet i nästan 300 år, varvid gården arrenderades ut till olika bönder.
År 1975 köptes Åby säteri av Hushållningssällskapet och 1996 såldes säteriet med tillhörande 383 hektar mark till Stiftelsen Nordens ark. År 1989 invigdes Nordens Ark på gårdens marker.